# Volodymyr Jacuba
Volodymyr Hryhorovyč Jacuba (in ucraino Володимир Григорович Яцуба?; Dnipropetrovs'k, 1º giugno 1948) è un politico ucraino.
Ex ministro dello sviluppo regionale e dell'edilizia dell'Ucraina durante la presidenza di Leonid Kučma, ex rappresentante permanente del presidente dell'Ucraina nella Repubblica autonoma di Crimea ed ex presidente dell'amministrazione statale della città di Sebastopoli durante la presidenza Janukovyč.
Ha presentato le dimissioni forzate a seguito dell'occupazione militare russa della Crimea.